# Blast Corps
Blast Corps es un videojuego de 1997 para la Nintendo 64, siendo la mecánica principal del juego utilizar vehículos para destruir y limpiar el camino de un vehículo con misiles nucleares. El juego contiene un total de 57 niveles en el cual utilizaremos diversas mecánicas para la resolución de diversos puzles como mover objetos con los distintos vehículos para rellenar huecos para que hagan de puente. Fue desarrollado por Rare, publicado por Nintendo y lanzado en marzo de 1997 en Japón y Norteamérica.
El juego fue el primer título lanzado por Rare para la Nintendo 64. El equipo de desarrollo del juego está formado por entre cuatro y siete miembros, algunos de los cuales eran recién graduados de la universidad. El juego fue creado a partir de la idea de su cofundador, Chris Stamper, que tenía la idea de crear un juego de destrucción de edificios. La mecánica del juego fue inspirado a partir de Donkey Kong (1994).
El lanzamiento de Blast Corps fue recibido con muy buenas críticas siendo el segundo juego con mejores notas de 1997 según Metacritic. El juego vendió un millón de copias - un poco más bajo de lo que el equipo esperaba- y recibió varias premios. Los análisis destacan su gran originalidad, variedad y gráficos aunque criticó sus controles y su cierta repetición. Los análisis posteriores en el juego Rare Replay que contenía una compilación retrospectiva de la compañía, destacaron a Blast Corps como un juego único. 

## Jugabilidad
Blast Corps es un videojuego single-player de acción. El jugador controla vehículos que utiliza para destruir edificios, grandes y otras estructuras que se encuentren en el camino que sigue el vehículo con los misiles nucleares. El jugador falla si el vehículo con los misiles colisiona con un objeto. Los ocho vehículos de demolición que puede llegar a utilizar el jugador gozan de una gran variedad y con distintas mecánicas para limpiar las estructuras, incluyendo hasta un robot Mecha (ciencia ficción). El jugador debe cambiar entre los distintos vehículos que se hallan en el mapa para solucionar los diversos puzles. Los puzles del juego incrementan su dificultad a lo largo del juego conforme se atraviesan los 57 niveles.

## Recepción
El juego fue bien recibido mundialmente, según la página centralizada de notas de videojuegos Metacritic. Los análisis alababan sobre todo la novedad y variedad de situaciones en Blast Corps. Peer Schneider (IGN), en particular, alaba la gran originalidad del juego en una industria que duda en arriesgarse.